# Philodryas mattogrossensis
Philodryas mattogrossensis — вид змій родини полозових (Colubridae). Мешкає в Південній Америці.

## Поширення і екологія
Philodryas mattogrossensis мешкають на південному заході Бразилії, на півдні Болівії, на північному сході Парагваю та на півночі Аргентини. Вони живуть в сухих тропічних лісах і саванах чако. Ведуть як деревний, так і наземний спосіб життя. Живляться ямфібіями, ящірками і гризунами. Відкладають яйця.